# Tricholepidium superficiale
Tricholepidium superficiale är en stensöteväxtart som först beskrevs av Carl Ludwig Blume och som fick sitt nu gällande namn av Fraser-jenk.
Tricholepidium superficiale ingår i släktet Tricholepidium och familjen Polypodiaceae. Inga underarter finns listade i Catalogue of Life.